# Vamos (canção de Jorge Blanco)
"Vamos" é uma canção gravada pelo cantor mexicano Jorge Blanco. A música foi lançada pela Hollywood Records em 31 de maio de 2019. O videoclipe que acompanha também foi lançado no canal do YouTube do cantor no mesmo dia. Blanco anunciou a música em 27 de maio de 2019, quatro dias antes de seu lançamento. A música alcançou o top 20 no Panamá.

## Composição e letra
A música foi escrita por Jorge Blanco, Jakke Erixson, Jimmy Jansson, Leopoldo Méndez e Palle Hammarlund, com produção de Erixson. A letra da música fala sobre uma história de amor que existe entre um casal e onde tudo é alegria e felicidade. Foi a primeira música de Blanco com letras em espanhol e inglês.

## Vídeo musical
Blanco confirmou pela primeira vez em 29 de abril de 2019, que ele já havia gravado o videoclipe da música. Foi lançado um mês depois, em 31 de maio de 2019 (mesmo dia do lançamento do single).

## Desempenho comercial
"Vamos" se tornou o primeiro single de Jorge em sua carreira. No Panamá, a música estreou e alcançou o número 17 durante a semana de 26 de agosto de 2019, tornando-se o primeiro single dos 20 melhores de Blanco no Panamá. Três semanas depois, a música voltou às paradas no seu pico de número 17 durante a semana de 16 de setembro de 2019, passando duas semanas não consecutivas na parada.